# Томас Стівенсон
Томас Стівенсон (англ. Thomas Stevenson; 22 липня 1818 Единбург, Шотландія — 8 травня 1887, там же) — шотландський інженер, будівельник маяків і портів, метеоролог, винахідник, антиквар. Президент Единбурзького королівського товариства (1884—1885). Президент Королівського шотландського товариства мистецтв (1859—1860).

## Біографія
Народився Томас Стівенсон 22 липня 1818 року в Единбурзі. Потомствений інженер, син інженера-будівельника Роберта Стівенсона, фірма якого будувала по всій
Шотландії маяки і порти. Освіту здобув у Королівській середній школі в Единбурзі та Единбурзькому університеті.
Продовжив справу батька. У 1869 році провів успішний експеримент з використання винайденого ним електричного освітлення для маяків, проклав підводний кабель зі східної частини гавані Грантон (Единбург), що дозволило контролювати світло маяка з відстані в півмилі від оператора, що знаходиться в гавані.
Вніс фундаментальний внесок у вивчення впливу вітру і хвиль. Його роботи є одним з перших досліджень швидкостей вітру в планетарному прикордонному шарі, яке мало практичне застосування.

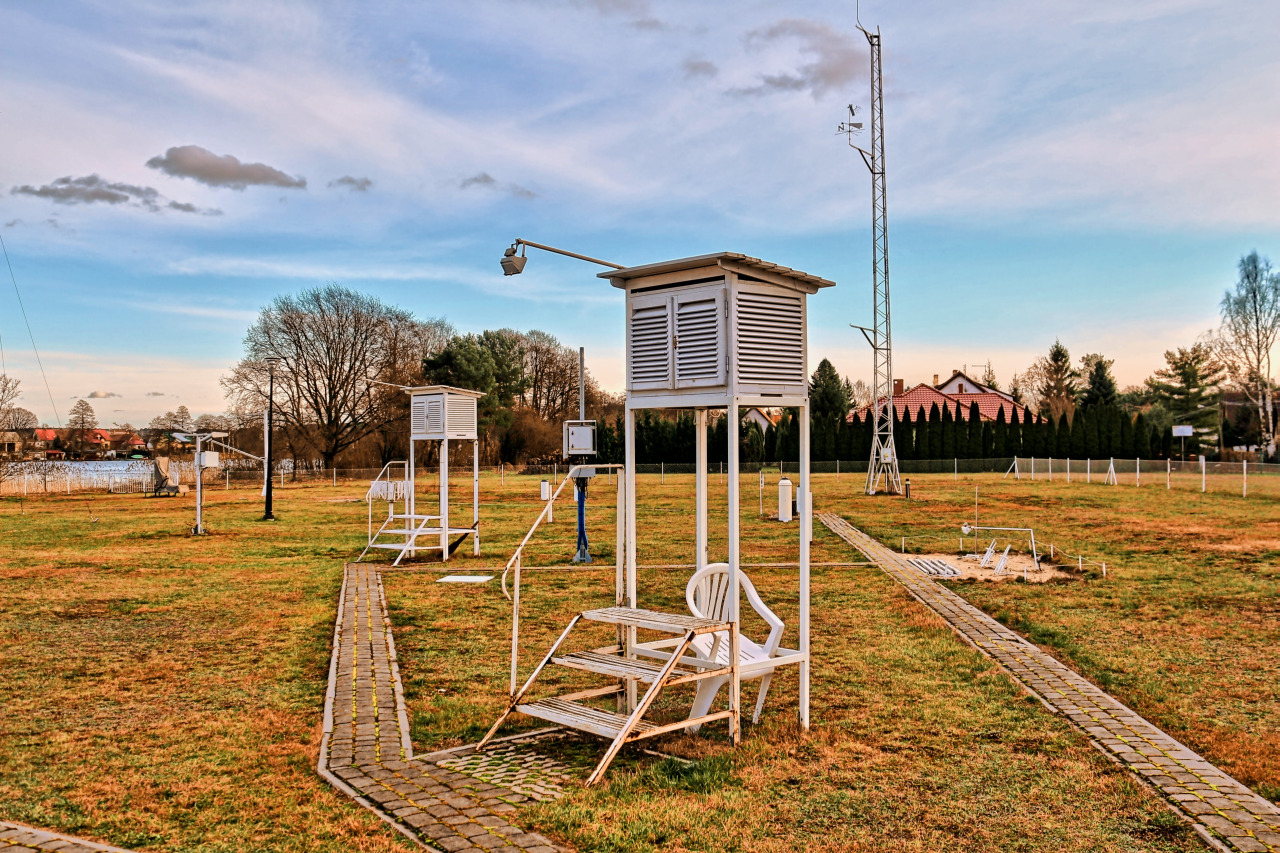
Екран Стівенсона — Метеорологічна будка

У 1864 році запропонував, так званий (екран Стівенсона) — метеорологічну будку, конструкцію спеціального жалюзійного захисту пристосування для приладів, які потребують огорожі від дії атмосферних опадів, сонячної радіації і вітру, що отримала широке поширення в світі.
Разом зі своїм братом Девідом, а потім з племінником Девідом Аланом Стівенсоном спроектував більше тридцяти маяків.
Співзасновник Шотландського метеорологічного товариства в 1855 році. Член Товариства антикварів Шотландії. Член Інституту цивільних інженерів Великої Британії.
Батько Роберта Льюїса Стівенсона, письменника, автора пригодницьких романів і повістей, в тому числі «Острова скарбів».

## Вибрані проекти маяків
- Діючий маяк «Аут-Скерріс» на острові Баунд-Скеррі побудований в 1858 році.[3]. У 1971 році включений до списку архітектурних пам'яток категорії «B».[4].
- Діючий маяк на о. Макл-Флагга
- Діючий маяк на о. Даваар
- Діючий маяк на о. Брессей
- Діючий маяк на о. Ченця
- Діючий маяк на о. Ліндісфарн
- Діючий маяк на о. Фідра
- Діючий маяк на о. Чікен-Рок